# Поїхав поїзд в Бульзібар
«Поїхав поїзд в Бульзібар» («Traukinys į Bulzibarą») — радянський телефільм 1986 року, знятий режисером Альгірдасом Арамінасом на Литовській кіностудії.

## Сюжет
Телефільм. Мюзикл про веселу фантастичну подорож учнів зі своїм учителем у казку з пригодами, піснями та танцями.

## У ролях
- Майт Агу — шкільний вчитель
- Індре Алімайте — учениця початкових класів
- Юргіта Бенетіте — учениця початкових класів
- Ігнас Вегеле — учень початкових класів
- Егле Висоцкайте-Кандяліс
- Угне Висоцкайте — роль другого плану
- Симона Дідваліте — роль другого плану
- Юлія Голубєва — роль другого плану
- Марюс Германавічюс — учень початкових класів
- Вайдас Канцявічюс — учень початкових класів
- Донатас Каткус — директор школи
- Едуардас Кунавічюс — сторож школи
- Міндаугас Гінейтіс — учень початкових класів
- Лорета Місюнайте — учениця початкових класів
- Гітіс Оганаускас — роль другого плану
- Альгірдас Радзявічюс — роль другого плану
- Андрюс Свєшніковас — роль другого плану
- Отілія Юсайте — роль другого плану

## Знімальна група
- Режисер — Альгірдас Арамінас
- Сценарист — Віолетта Пальчинскайте
- Оператор — Рімантас Юодвалькіс
- Композитор — Гедрюс-Антанас Купрявічюс
- Художник — Альгірдас Нічюс